# Izobata

Rysunek przedstawia mapę głębokości akwenu.

Izobata – izolinia łącząca punkty o jednakowej głębokości (mierzonej od powierzchni) zbiorników wodnych. Może odnosić się również do geologicznych powierzchni strukturalnych takich jak strop czy spąg. W hydrologii izobata oznacza często głębokość do dna zbiornika wód powierzchniowych.